# Высокая (гора, Верх-Нейвинское участковое лесничество)
Высо́кая — лесистая гора на Среднем Урале, в Невьянском районе Свердловской области России. Высота — 334,5 метра.

## География
Гора Высокая расположена в глухой лесистой местности к юго-западу от Аятского озера. Гора вытянута с запада на восток примерно на 1 километр. Высота вершины — 334,5 метра над уровнем моря. Она удалена от озёрного берега приблизительно на 2,6 километра.
Почти со всех сторон Высокую гору окружают болота. К западу от неё находится крупное Чистое болото. Через него на отдалении 4—5 километров от горы протекает река Шайтан, впадающая в Аятское озеро с запада. Склоны горы огибают лесные дороги, проходящие со стороны Чистого болота. Юго-восточнее Высокой горы находится обширное  по занимаемой площади Глуховское болото, через которую также на небольшом отдалении от горы протекает Глуховской Исток, впадающий в озеро на юге.
Гора Высокая и её окрестности покрыты берёзово-сосновыми лесами. Гора находится в пределах 98 и 99 кварталов Верх-Нейвинского участка  Верх-Нейвинского участкового лесничества ГУ СО «Невьянское лесничество». К юго-востоку от Высокой горы по лесной просеке проходит граница между Невьянским и Берёзовским лесничествами. Данный рубеж лёг в основу границы между двумя административно-территориальными единицами Свердловской области: Невьянским районом и городом Верхней Пышмой; а также между двумя муниципальными образованиями соответственно: Невьянским муниципальным округом и городским округом Верхняя Пышма.

## Охрана природы
Восточная половина Высокой горы, её склон и подошва с 1975 года находятся в границах ландшафтного заказника «Озеро Аятское с окружающими лесами».